# 浜田広綱
浜田 広綱（はまだ ひろつな）は、戦国時代から安土桃山時代にかけての武将。葛西氏の家臣。陸奥国東館城主。

## 略歴
大永3年（1523年）、誕生。気仙地方の旗頭で陸前高田の東館城主。
天正14年（1586年）の歌津合戦で本吉重継を撃破し併合した。天正15年（1587年）、気仙沼の宿敵赤岩城主・熊谷直義と決戦に挑むが、主君の葛西氏が熊谷氏を支援し、熊谷勢の伏兵に遭うなどして戦線が膠着したため、一度は停戦。しかし、翌天正16年（1588年）3月には再び所領減の措置を不服とし、及川氏に奪われていた米ヶ崎城を奪回するが敗北（浜田兵乱）、所領を失った。
跡を三男・信綱が引き継いだが、奥州仕置で改易され、葛西大崎一揆に加担。伊達政宗により謀殺されたため勢力を失い、広綱は隠遁した。
文禄元年（1592年）2月15日、死去。享年70。